# Brent Lepistu
Brent Lepistu (* 26. März 1993 in Tallinn) ist ein estnischer Fußballspieler. Der Ex-Nationalspieler steht beim FC Levadia Tallinn unter Vertrag.

## Karriere

### Verein
Brent Lepistu begann seine Karriere in seiner Geburtsstadt beim FC Flora Tallinn. Von 2002 bis 2011 war er in den Jugendmannschaften aktiv. Ab dem Jahr 2011 spielte Lepistu regelmäßig für die Zweite Mannschaft des Hauptstadtvereins in der Esiliiga. Ab 2013 war er auch für die Erste Mannschaft im Einsatz. Sein Debüt in der Meistriliiga gab er am 21. Mai 2013 im Spiel gegen den FC Kuressaare, das mit 6:0 gewonnen wurde. Mit dem Verein konnte der Mittelfeldspieler in den folgenden Jahren jeweils zweimal die Meisterschaft, den Pokal und den Supercup gewinnen. Zur Saison 2017 wurde er von Arno Pijpers zum Mannschaftskapitän ernannt. Am Ende der Saison wechselte er nach Norwegen zum Kristiansund BK. In der Debütsaison 2018 kam er auf 15 Ligaeinsätze.

### Nationalmannschaft
Brent Lepistu begann seine Nationalmannschaftskarriere im Jahr 2009 in der U-17. Danach spielte er in der U-18 und U-19 von Estland. Mit der U-19 nahm er im Jahr 2012 an der Europameisterschaft dieser Altersklasse teil. Nachdem Lepistu auch in der U-21 und U-23 zum Einsatz gekommen war, debütierte er in der A-Nationalmannschaft. Sein Debüt gab er am 27. Dezember 2014 gegen Katar in Doha.

## Erfolge
Flora Tallinn* Estnischer Meister: 2015, 2017
- Estnischer Pokalsieger: 2012/13, 2015/16
- Estnischer Supercup: 2014, 2016